# Temporada 1983 de Fórmula 2 Codasur
La temporada 1983 de Fórmula 2 Codasur fue la primera temporada de este campeonato.

## Calendario
| Fecha | #  | Carrera          | Autódromo                                      | Piloto ganador        | Coche ganador    | Podio                                                                               |
| ----- | -- | ---------------- | ---------------------------------------------- | --------------------- | ---------------- | ----------------------------------------------------------------------------------- |
| 27/02 | 1  | Punta del Este   | Circuito callejero de Punta del Este           | Guillermo Maldonado   | Berta Volkswagen | 1° Guillermo Fausto Maldonado 2° Juan Manuel Fangio II 3° Gustavo Ruben Sommi       |
| 03/04 | 2  | Las Vizcachas I  | Autódromo de Las Vizcachas                     | Juan Manuel Fangio II | Berta Volkswagen | 1°Juan Manuel Fangio II 2° Guillermo Kissling 3° Luis Ruben Di Palma                |
| 10/04 | 3  | San Juan         | Autódromo Eduardo Copello                      | Fernando Croceri      | Berta Volkswagen | 1° Fernando Javier Croceri 2° Jorge Omar del Río 3° Guillermo Kissling              |
| 08/05 | 4  | Salta            | Autódromo Martín Miguel de Güemes              | Guillermo Maldonado   | Berta Volkswagen | 1° Guillermo Fausto Maldonado 2° Jorge Omar del Río 3° Luis Ruben Di Palma          |
| 19/06 | 5  | Goiânia          | Autódromo Internacional Ayrton Senna (Goiânia) | Rubén Luis Di Palma   | Berta Volkswagen | 1° Luis Ruben Di Palma 2° Alberto Carmelo Scarazzini 3° Roberto Julio Urretavizcaya |
| 26/06 | 6  | Interlagos       | Autódromo José Carlos Pace                     | Guillermo Maldonado   | Berta Volkswagen | 1° Guillermo Fausto Maldonado 2° Alberto Carmelo Scarazzini 3° Marcos Troncón       |
| 07/08 | 7  | Rafaela          | Autódromo Ciudad de Rafaela                    | Guillermo Maldonado   | Berta Volkswagen | 1° Guillermo Fausto Maldonado 2° Alberto Carmelo Scarazzini 3 ° Miguel Ángel Guerra |
| 04/09 | 8  | Buenos Aires I   | Autódromo Oscar y Juan Gálvez                  | Guillermo Kissling    | Berta Renault    | 1°Guillermo Kissling 2° Roberto Julio Urretavizcaya 3° Fernando Javier Croceri      |
| 24/10 | 9  | El Pinar         | Autódromo Víctor Borrat Fabini                 | Alberto Scarazzini    | Berta Volkswagen | 1° Alberto Carmelo Scarazzini 2° Guillermo Fausto Maldonado 3° Guillermo Kissling   |
| 06/11 | 10 | Alta Gracia      | Autódromo Oscar Cabalén                        | Alberto Scarazzini    | Berta Volkswagen | 1° Alberto Carmelo Scarazzini 2° Guillermo Fausto Maldonado 3° Miguel Angel Guerra  |
| 04/12 | 11 | Las Vizcachas II | Autódromo de Las Vizcachas                     | Guillermo Kissling    | Berta Renault    | 1° Guillermo Kissling 2° Guillermo Fausto Maldonado 3° Juan Manuel Fangio II        |
| 18/12 | 12 | Buenos Aires II  | Autódromo Oscar y Juan Gálvez                  | Miguel Ángel Guerra   | Berta Renault    | 1° Miguel Ángel Guerra 2° Alberto Carmelo Scarazzini 3° Juan Manuel Fangio II       |

## Pilotos
| N.º | Piloto                      | Automóvil                     | Patrocinador                                                       |
| --- | --------------------------- | ----------------------------- | ------------------------------------------------------------------ |
| 1   | Guillermo Fausto Maldonado  | Berta Mk2 Volkswagen 1500     | Cigarrillos 43/70 - Yomel                                          |
| 2   | Jorge Omar del Río          | Berta Mk2 Volkswagen 1500     | Cigarrillos 43/70 - Shot                                           |
| 3   | Leonel Friedrich            | Muffatão Volkswagen Passat    | Ipiranga - Carro do Povo                                           |
| 4   | Adu Celso                   | Muffatão Volkswagen Passat    | Banco Unión - Mobil Combustibles                                   |
| 5   | Luis Rubén Di Palma         | Berta Mk2 Volkswagen 1500     | Cigarrillos 43/70 - Molykote                                       |
| 6   | Juan Carlos Ridolfi         | Berta Mk2 Volkswagen 1500     | Viceroy - Full Color - 3M - Evercrisp                              |
| 7   | Ronaldo Ely                 | Muffatão Volkswagen Passat    | Denim Colonia para el hombre                                       |
| 8   | Victor Marrese              | Muffatao Volkswagen 1500      |                                                                    |
| 8   | Artur Bragantini            | Berta Volkswagen 1500         |                                                                    |
| 9   | Juan Manuel Fangio II       | Berta Mk2 Volkswagen 1500     | Marlboro Cigarrillos - Isaura Combustibles y Lubricantes - Bardahl |
| 9   | Clemente Gimeno             | Berta Mk2 Volkswagen 1500     | Esso Combustibles y Lubricantes - Hotel Tupahue                    |
| 10  | Egon Einoder                | Berta Mk2 Volkswagen 1500     | Shell Combustibles y Lubricantes - Funsa                           |
| 12  | Alejandro Schmauck          | Berta Mk2 Volkswagen 1500     | Marlboro Cigarrillos - Denim cologne - Seat Automóviles            |
| 14  | Gustavo Rubén Sommi         | Berta Mk2 Renault Alpine A110 | Centrifugal Bombas Centrífugas - Texaco Lubricantes y Combustibles |
| 15  | Fernando Camarotta          | Berta Mk2 Renault Alpine A110 | Centrifugal - Texaco - Fadecya                                     |
| 17  | Artur Bragantini            | Muffatão Volkswagen Passat    | Gledson Empresa Asuntos Contables                                  |
| 18  | Guillermo Kissling          | Berta Mk2 Renault 18          | Renault Argentina                                                  |
| 19  | Sergio Santander            | Berta Mk2 Renault 18          | Renault - Esso - Facom                                             |
| 20  | Pedro Mufatto               | Muffatão Volkswagen Passat    | Muffatão - Vera Cruz Seguradoras - TV Tarobá                       |
| 23  | Daniel (Danny) Candia       | Berta Mk2 Ford Taunus         | Petropar - Diario Hoy                                              |
| 26  | Pedro Passadore             | Berta Mk2 Volkswagen 1500     | UFO Custom Jeans - Diario el País - Newport - Lubricantes Ancap    |
| 27  | Alberto Carmelo Scarazzini  | Berta Mk2 Volkswagen 1500     | Cigarrillos 43/70 - Wagner Lookheed                                |
| 30  | Fernando Javier Croceri     | Berta Mk2 Volkswagen 1500     | Maderera Córdoba - Alcázar                                         |
| 32  | Anor Friedrich              | Muffatão Volkswagen Passat    | Ipiranga - Carro do Povo                                           |
| 31  | Ricardo Chourrout           | Berta Mk2 Volkswagen 1500     | UFO Custom Jeans                                                   |
| 35  | Ricardo Leopoldo Rissati    | Berta Mk2 Fiat 128            | UFO Custom Jeans - Añejo W                                         |
| 37  | Cezar Pegoraro              | Muffatão Volkswagen Passat    | Grendene - Taurus                                                  |
| 38  | Norberto Picetti            | Berta Mk2 Renault 18          | UFO Custom Jeans                                                   |
| 40  | Juan Cochesa                | Berta Mk2 Volkswagen 1500     | Petróleos de Venezuela S.A.                                        |
| 42  | Roberto Caneda              | Berta Mk2 Volkswagen 1500     | Diario La Razón                                                    |
| 47  | Miguel Ángel Guerra         | Berta Mk2 Renault 18          | Poxipol y UFO                                                      |
| 51  | Roberto Julio Urretavizcaya | Berta Mk2 Volkswagen 1500     | Bardahl                                                            |
| 70  | Aroldo Bauermann            | Muffatão Volkswagen Passat    | Cinzano Aperitivos                                                 |

(N°9)Alejandro Schmauk  Berta Volkswagen 1500,(N°9)Juan Cochesa  Berta Volkswagen 1500,(N°9) Joaquín Cañas  Berta Volkswagen 1500, (N°11) Álvaro Buzaid  Heve Volkswagen 1500,(N°12) Francisco Feoli  Muffatao Volkswagen Passat, (N°15) Francisco Cammarota  Berta Renault 18, (N°15) Joaquín Cañas  Berta Renault 18, (N°15) Juan Carlos Giacchino Berta Renault 18, (N°15)Lucio Eduardo D¨ Andrea  Berta Renault Alipne,(N°15) Rubén Rullo Berta Renault Alpine,(N°16)Marcos Troncon  Heve Volkswagen Passat, (N°17)José Carlos Romano  Heve Volkswagen Passat, (N°18)Juan Manuel Fangio II  Berta Renault 18, (N°19) Fernando Mainetti  Berta Renault 18, (N°19) Jorge Néstor Serrano Berta Renault 18,(N°20) Pedro Muffato  Muffatao Volkswagen 1500, (N°21) Darcio Dos Santos  Muffatao Volkswagen Passat, (N°22) Guillermo Kissling  Berta Renault 18, (N°23) Daniel (Danny) Candia  Berta Renault, (N°23) Juan Cochesa  Berta Ford Taunus, (N°23) Francisco González  Berta Renault 18, (N°28) Josue De Mello Pimenta  Heve Volkswagen Passat, (N°31)Olimpio Alencar Jr.  Berta Volkswagen 1500,(N°31) Jorge Turrion  Berta Volkswagen 1500, (N°31)José Luis Bessone  Berta Volkswagen 1500, (N°31) Sergio Santander  Berta Volkswagen 1500, (N°33)Aroldo Bauermann  Heve Volkswagen Passat, (N°36) Pedro Bartelle (padre)  Muffatao Volkswagen Passat, (N°40) Juan Cochesa  Ralt RT5 Volkswagen Passat, (N°41) Claudio Gonzales  Heve Volkswagen Passat,(N°46) Miguel Ángel Guerra  Berta Renault 18, (N°49) Leopoldo Abi Ecad Bianco  Heve Volkswagen Passat, (N°55) Miguel Da Silva {bandera|ARG}} Andujar Volkswagen 1500, (N°60)Osvaldo Abel López  Berta Renault 18, (N°62) Osvaldo Abel López  Berta Volkswagen 1500, (N°66)Daniel Keegan  Berta Volkswagen 1500, (N°71)Jorge Rubén Pernigotte {bandera|ARG}} Berta Volkswagen 1500, (N°77) Gustavo Ariel Der Ohanessian  Berta Volkswagen 1500, (N°82) Héctor Niemitz  Berta Volkswagen 1500, (N°84) Juan Carlos Giacchino Crespi Renault 18 y (N°86) Wenceslao Giménez  Crespi Volkswagen 1500.

## Campeonato de pilotos
| Pos. | Piloto                      | PDE | VIZ | SJU | SAL | GOI | INT | RAF | BUE | PIN | AGR | VIZ | BUE | Pts |
| ---- | --------------------------- | --- | --- | --- | --- | --- | --- | --- | --- | --- | --- | --- | --- | --- |
| 1    | Guillermo Maldonado         | 1   | 6   | Ret | 1   | 6   | 1   | 1   | Ret | 2   | 2   | 2   | Ret | 56  |
| 2    | Alberto Scarazzini          | Ret | 5   | Ret | 4   | 2   | 2   | 2   | 9   | 1   | 1   | Ret | 2   | 47  |
| 3    | Guillermo Kissling          | Ret | 2   | 3   | Ret | 4   | Ret | Ret | 1   | 3   | 12  | 1   | Ret | 35  |
| 4    | Juan Manuel Fangio II       | 2   | 1   | 7   | 6   |     |     | Ret | Ret | Ret | 4   | 3   | 3   | 27  |
| 5    | Luis Rubén Di Palma         | Ret | 3   | Ret | 3   | 1   | 19  | 4   | Ret | 11  | 10  |     | 4   | 23  |
| 6    | Miguel Ángel Guerra         |     |     |     |     |     |     | 3   | 4   | 4   | 3   | Ret | 1   | 23  |
| 7    | Jorge Omar del Río          | 9   | 4   | 2   | 2   | 19  | Ret | 5   | 10  | Ret | Ret | 5   | 15  | 19  |
| 8    | Fernando Croceri            | 8   | 11  | 1   | Ret | 20  |     | Ret | 3   | 7   | 6   | 13  | 10  | 14  |
| 9    | Roberto Julio Urretavizcaya | Ret | 13  | Ret | 9   | 3   | 6   | 9   | 2   | 6   | Ret | 8   | Ret | 12  |
| 10   | Gustavo Sommi               | 3   | 10  | Ret | Ret | Ret | 13  | Ret | 13  | 5   | 9   | 4   | 9   | 9   |
| 11   | Juan Carlos Ridolfi         | 5   | 7   | 5   | 5   | 11  | Ret | 6   | Ret | Ret | Ret | 10  |     | 7   |
| 12   | Marcos Troncon              |     |     |     |     | 5   | 3   | 8   |     |     |     |     |     | 6   |
| 13   | Ricardo Chourrout           | 10  | 8   | 4   | 7   | 16  |     | Ret | 5   |     |     |     |     | 5   |
| 14   | Roberto Caneda              | 4   | 17  | 11  |     |     |     |     |     |     |     |     |     | 3   |
| 15   | Adu Celso                   |     |     |     |     | Ret | 4   |     |     |     |     |     |     | 3   |
| 16   | Ricardo Rissatti            |     | Ret | Ret | Ret |     | Ret | Ret |     | 10  | 5   | 6   | Ret | 3   |
| 17   | Norberto Picetti            |     | Ret | Ret | Ret | 8   | Ret |     | 6   | 9   | Ret | 9   | 5   | 3   |
| 18   | Cézar Pegoraro              |     |     |     |     | 7   | 5   |     |     |     |     |     |     | 2   |
| 19   | Juan Cochesa                | 6   |     | Ret |     | Ret | 11  | Ret | 11  |     |     |     |     | 1   |
| 20   | Egon Einöder                | Ret | 14  | 6   | 8   | 13  | Ret | Ret | 8   | 8   | 11  | Ret | Ret | 1   |
| 21   | Leonel Friedrich            |     |     |     |     | Ret | Ret |     |     |     |     |     | 6   | 1   |
| 22   | Gustavo Der Ohanessian      |     |     |     |     |     |     | 7   | 7   | Ret | Ret |     | 7   | 0   |
| 23   | Néstor Jorge Serrano        |     |     |     |     |     |     |     |     |     | 8   | 7   | 12  | 0   |
| 24   | Álvaro Buzaid               |     |     |     |     | 9   | 7   |     |     |     |     |     |     | 0   |
| 25   | Pedro Passadore             | 7   | 16  | Ret | Ret |     |     |     | DNS | Ret |     |     |     | 0   |
| 26   | José Luis Bessone           |     |     |     |     |     |     |     |     |     | 7   | Ret |     | 0   |
| 27   | Sergio Santander            | Ret | 9   | 8   | Ret | 12  | 14  | Ret |     |     |     | Ret |     | 0   |
| 28   | Aroldo Bauermann            |     |     |     |     | 21  | 8   |     |     |     |     |     |     | 0   |
| 29   | Jorge Turrión               |     |     |     |     |     |     |     |     |     |     |     | 8   | 0   |
| 30   | Daniel Candia               |     | Ret | 9   | Ret |     |     |     |     |     |     |     | 14  | 0   |
| 31   | Ronaldo Ely                 |     |     |     |     | Ret | 9   |     | Ret |     |     |     |     | 0   |
| 32   | Pedro Muffato               |     | 12  | 10  | Ret | Ret | Ret | Ret |     |     |     |     | 13  | 0   |
| 33   | Francisco Feoli             |     |     |     |     | 10  | 12  |     |     |     |     |     |     | 0   |
| 34   | José Carlos Romano          |     |     |     |     | 14  | 10  |     |     |     |     |     |     | 0   |
| 35   | Osvaldo "Cocho" López       |     |     |     |     |     |     | 10  | 14  |     |     |     | Ret | 0   |
| 36   | Lucio d'Andrea              |     |     |     | 10  |     |     |     |     |     |     |     |     | 0   |
| 37   | Victor Marrese              |     |     |     |     | 18  |     | 11  |     |     |     |     |     | 0   |
| 38   | Juan Carlos Giacchino       |     |     |     |     |     |     |     | Ret |     |     |     | 11  | 0   |
| 39   | Francisco González          |     |     |     |     |     |     |     |     |     |     | 11  |     | 0   |
| 40   | Fernando Cammarota          |     |     |     |     |     |     | 12  |     | Ret |     |     | Ret | 0   |
| 41   | Fernando Mainetti           |     |     |     |     |     |     |     | DSQ | Ret |     |     |     | 0   |
| 42   | Joaquín Cañás               |     |     |     |     |     |     |     |     |     |     | 12  | Ret | 0   |
| 43   | Alejandro Schmauk           |     | 15  |     |     |     | 16  |     |     |     |     |     |     | 0   |
| 44   | Anor Friedrich              |     |     |     |     | 17  | 15  |     |     |     |     |     |     | 0   |
| 45   | Pedro Bartelle              |     |     |     |     | 15  | 20  |     |     |     |     |     |     | 0   |
| 46   | Rubén Rullo                 |     | Ret | Ret |     |     | 17  |     |     |     |     |     |     | 0   |
| 47   | Claudio Gonzáles            |     |     |     |     |     | 18  |     |     |     |     |     |     | 0   |
| 48   | Milton Da Silva             |     |     |     | Ret |     |     |     |     |     |     |     |     | 0   |
| 49   | Darcio dos Santos           |     |     |     |     | Ret |     |     |     |     |     |     |     | 0   |
| 50   | José Luiz Mattos Pimenta    |     |     |     |     |     | Ret |     |     |     |     |     |     | 0   |
| 51   | Wenceslao Giménez           |     |     |     |     |     |     | Ret |     |     |     |     |     | 0   |
| 52   | Héctor Niemitz              |     |     |     |     |     |     | Ret |     |     |     |     |     | 0   |
| 53   | Daniel Keegan               |     |     |     |     |     |     |     | Ret |     |     |     |     | 0   |
| 54   | Clemente Gimeno             |     |     |     |     |     |     |     |     |     |     | Ret |     | 0   |
| 55   | Jorge Pernigotte            |     |     |     |     |     |     |     |     |     |     |     | Ret | 0   |
| 56   | Arthur Bragantini           |     | DNQ |     |     |     |     |     |     |     |     |     |     | 0   |
| Pos. | Piloto                      | PDE | VIZ | SJU | SAL | GOI | INT | RAF | BUE | PIN | AGR | VIZ | BUE | Pts |

| Color     | Resultado                                                               |
| --------- | ----------------------------------------------------------------------- |
| Oro       | Ganador                                                                 |
| Plata     | 2.ª plaza                                                               |
| Bronce    | 3.ª plaza                                                               |
| Verde     | Finalizó en los puntos                                                  |
| Azul      | Finalizó sin puntos                                                     |
| Azul      | NC - No clasificado                                                     |
| Violeta   | Ret - No terminó (Carrera)                                              |
| Rojo      | DNQ - No se clasificó                                                   |
| Negro     | DSQ - Descalificado                                                     |
| Blanco    | DNS - No empezó (carrera)                                               |
| Blanco    | WD - Retirado (fin de semana)                                           |
| Blanco    | C - Carrera cancelada                                                   |
| Sin color | DNP - Inscrito pero no participó                                        |
| Sin color | INJ - Lesionado                                                         |
| Sin color | EX - Excluido                                                           |
| Estado    | Resultado                                                               |
| Negrita   | Pole position                                                           |
| Cursiva   | Vuelta rápida                                                           |
| †         | Abandona, pero clasifica al completar el porcentaje requerido para ello |